# Langessa nomophilalis
Langessa nomophilalis là một loài bướm đêm trong họ Crambidae.